# 马尔尼茨
马尔尼茨（德語：Marnitz，發音：[ˈmaʁnɪts]）是德国梅克伦堡-前波美拉尼亚州路德维希斯卢斯特-帕尔希姆县曾经的一个市镇，面积31.28平方千米，2017年12月31日人口为767人。2019年1月1日，马尔尼茨与另外2个市镇合并为新市镇鲁讷贝格。